# 가렘렝구이주

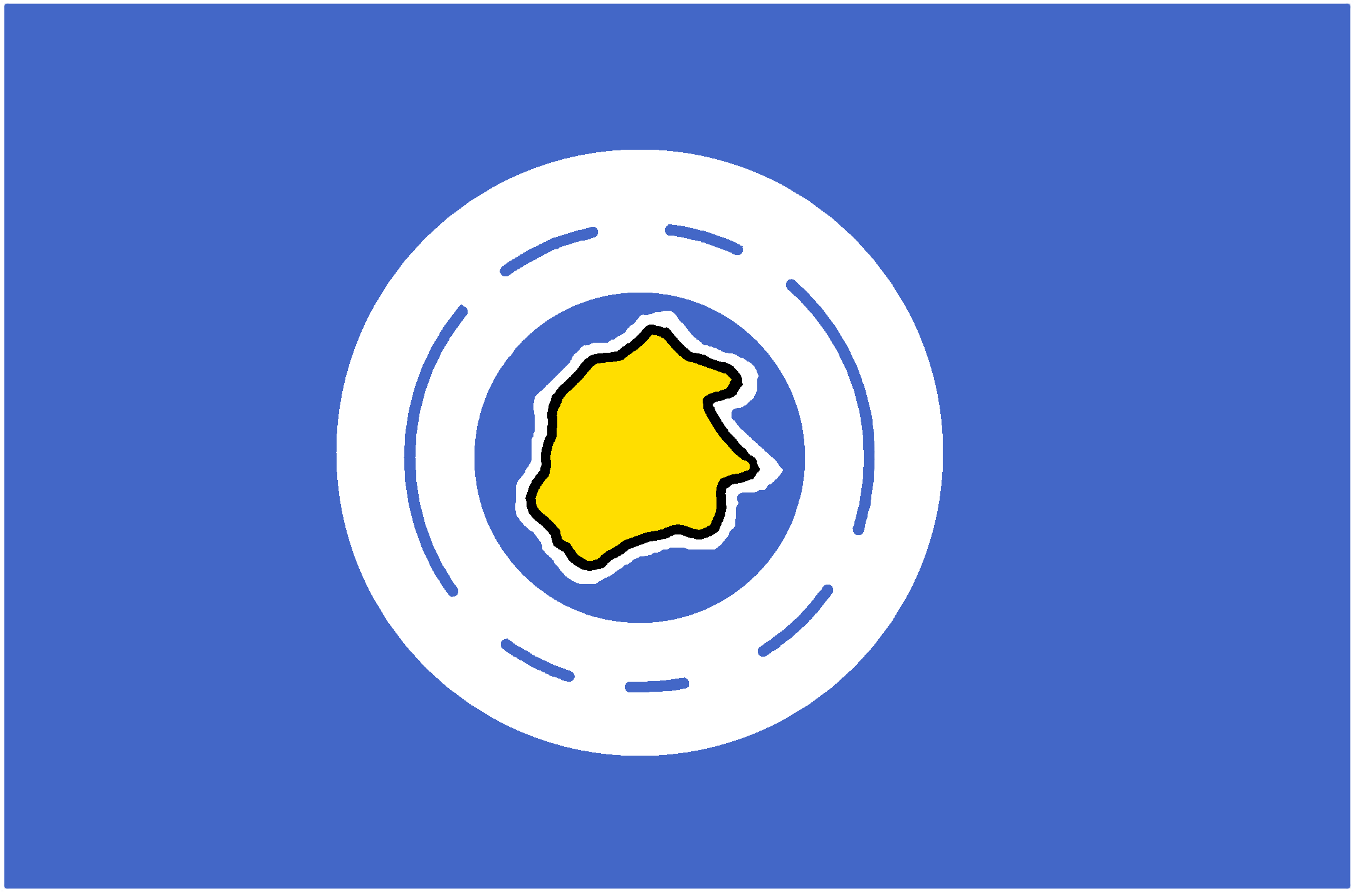
가렘렝구이주 기(旗)

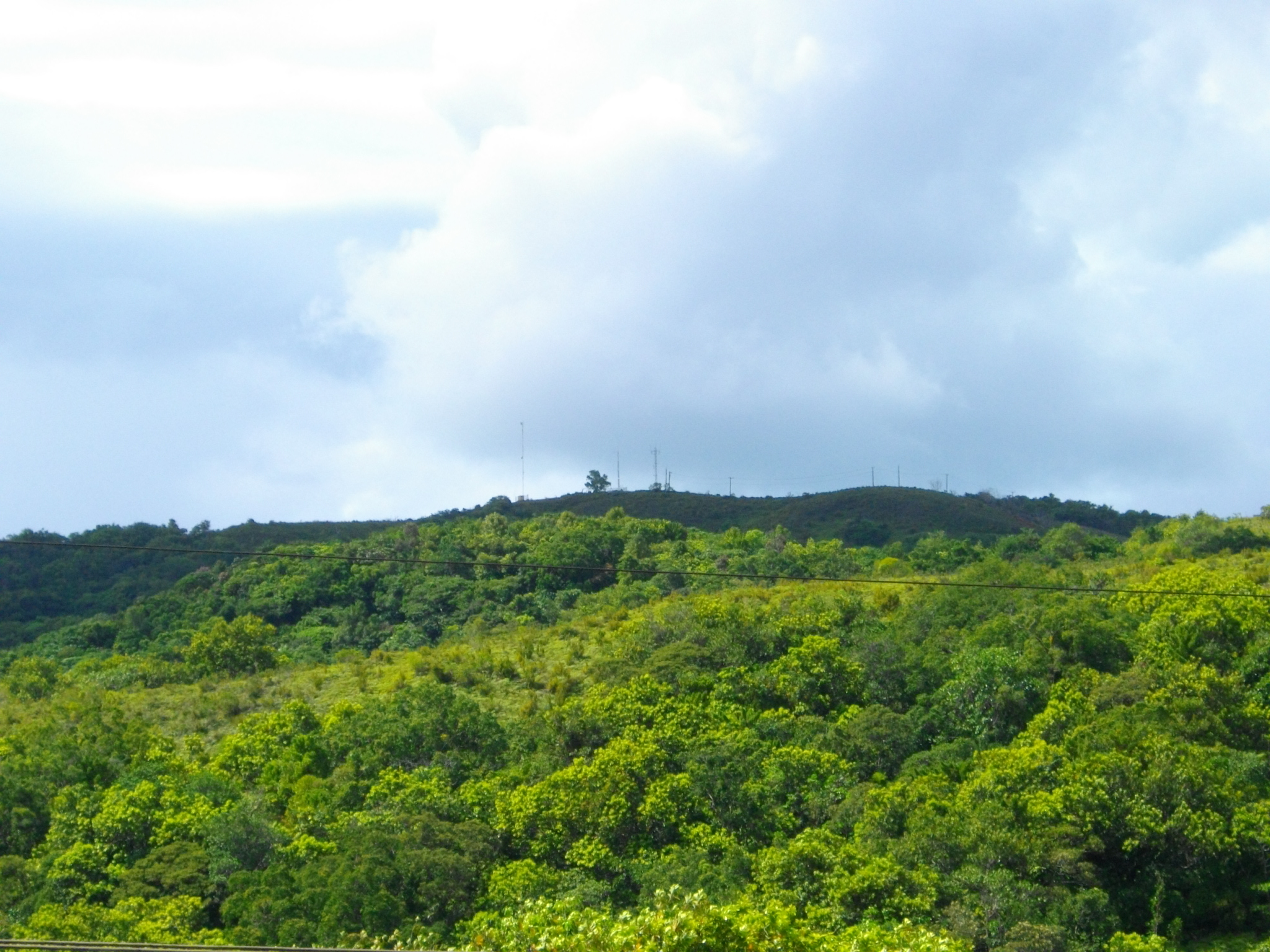
가렘렝구이 산

가렘렝구이주(영어: Ngaremlengui)는 팔라우의 주로, 바벨다오브섬 서부와 멜레케오크주 서쪽에 위치하며 주도는 이메옹(Imeong), 면적은 65 km2, 인구는 350명(2015년 기준)이다. 팔라우에서 면적이 가장 큰 주이다.